# Cliffortia dregeana
Cliffortia dregeana är en rosväxtart som beskrevs av Presl. Cliffortia dregeana ingår i släktet Cliffortia och familjen rosväxter. Utöver nominatformen finns också underarten C. d. meyeriana.